# Флокени
Фло́кени (від нім. Flocken — пластівці) — дефект внутрішньої будови сталі, внутрішні звивисті тріщини дуже малої товщини (малі частки міліметра) у сталевих поковках і прокатній продукції, а також іноді — у зливках і виливках, що різко знижують механічні властивості сталі. Як концентратори напружень і осередки розвитку магістральних тріщин флокени можуть призвести до непоправних руйнувань виробів і конструкцій. Найбільшу схильність до ураження флокенами мають леговані вуглецеві сталі мартенситного і перлітного класів (конструкційні, підшипникові, рейкові тощо), в той час, як у сталях аустенітного і карбідного класів (неіржавні, швидкорізальні) ці дефекти не трапляються.

## Історія дослідження
Наприкінці 19 століття в Німеччині траплялися руйнування головок залізничних рейок, що не знаходили наукового пояснення. На зламах рейок спостерігали світлі плями округлої форми розміром від 0,5 до 30-35 мм, кристалічна будова яких не підпадала під відомі на той час характеристики в'язкого чи крихкого руйнування. Факти таких руйнувань привернули увагу дослідників. Нова хвиля масового виникнення й дослідження флокенів припадає на 1930-і роки. Вона була пов'язана з широким виробництвом і використанням легованої сталі.

## Опис
На оброблених травленням шліфах у поперечному перерізі флокени проявляються у вигляді тонких волосин, а у зламі загартованих зразків флокени являють собою овальні кристалічні плями від сріблясто-білого кольору до сірого матового кольору залежно від складу сталі та при цьому завжди відрізняються від основної сірої маси зламу.

## Утворення
Флокенами вражаються лише внутрішні шари гарячедеформованих заготовок (поковок, прокату, штамповок) або готових виробів. Утворюються флокени лише у виробах з конструкційних сталей із вмістом вуглецю в межах від 0,2 % до евтектоїдного.

## Способи боротьби
Способами боротьби з флокенами є термічна обробка виробів за спеціальними протифлокенними режимами, а також вакуумування рідкої сталі, при якій вміст водню знижується до безпечного рівня. Наприклад, для зниження схильності прокату до утворення флокенів застосовують гомогенизуючий відпал. Потрібні нагрівання в печах до 1100—1150°C, витримка 20-25 годин і подальше охолодження в печі до 100°С.